# Миливоје Ранковић
Миливоје Ранковић (Београд, 19. новембар 1872 — Београд, 5. децембар 1917) био је српски лекар, учесник Балканских ратова и Првог светског рата

## Биографија
Миливоје Ранковић рођен је у Београду 19. новембра 1872. године. Основну и средњу школу завршио у Београду. По завршетку средње школе одлази у Беч, где о свом трошку уписује и завршава Медицински факултет. После завршеног факултета у Бечу враћа се у Србију. За лекара среза Рађевског, округа Подринског постављен је 22. децембра 1901. године. Др Миливоје Ранковић постављен је 18. септембра 1902. године за лекара среза Таковског и Качарског, округа Рудничког, али је након месец дана, 11. октобра поново враћен за лекара среза Рађевског, округа Подринског. Након тога постављен је за лекара срезова Поцерског и Посаво-Тамнавског 8. маја 1905. године. После скоро годину дана, 26. априла 1906. године постављен је за лекара само Поцерског среза.

## Балкански рат и Први светски рат
Као капетан I класе учествовао је у ратовима 1912-13, као и у ратовима 1914-15. године. Био је лекар у крушевачкој болници „Цара Лазара“ где је преме наређењу Врховне Команде остао приликом евакуације наше војске. Када је непријатељ заузео те крајеве пребачан у Рипањ као лекар, где се након мукотрпног рада тешко разболео. Преминуо од запаљења плућа у Рипњу (Београд) 5. децембра 1917. године. Из Рипња је 7. децембра 1917. године пребачен у Шабац где је и сахрањен.